# Emma George
Emma George, avstralska atletinja, * 1. november 1974, Beechworth, Avstralija.
Nastopila je na poletnih olimpijskih igrah leta 2000, kjer je zasedla petnajsto mesto v skoku ob palici. Na svetovnih dvoranskih prvenstvih je osvojila srebrno medaljo leta 1997. Enajstkrat zapored je postavila svetovni rekord v skoku ob palici, ki ga je držala med letoma 1995 in 1999.